# کدکن
کَدکَن نام شهری در شهرستان تربت حیدریه، استان خراسان رضوی است. این شهر مرکز بخش کدکن است. کدکن در ۶۹ کیلومتری شمال‌غربی شهر تربت حیدریه و ۷۹ کیلومتری جنوب نیشابور واقع است. مردم این شهر با گویش نیشابوری صحبت می‌کنند. این شهر در دامنه‌های شمالی رشته‌کوه کوهسرخ قرار دارد.

## جمعیت
جمعیت کدکن در سال ۱۳۹۵ خورشیدی برابر با ۳٬۷۱۹ نفر (۱٬۱۶۳ خانوار) بوده است.

## اهالی برجسته
از اهالی برجسته این شهر می‌توان به شیخ ابراهیم (پدر عطار نیشابوری)، غیاث‌الدین کدکنی و فرزندش نورالدین منشی، سلسله متصوفه خلوی الکبروی، میرزا محمد شفیع کدکنی (میرزای عالمیان)، میرزا ابوطالب کدکنی، شیخ هادی کدکنی، میرزا محمد شفیعی کدکنی، محمدرضا شفیعی کدکنی و عبدالحسین برونسی اشاره کرد.